# Miltonia altairiana
Miltonia altairiana är en orkidéart som beskrevs av Guy Robert Chiron och Vitorino Paiva Castro. Miltonia altairiana ingår i släktet Miltonia och familjen orkidéer. Inga underarter finns listade i Catalogue of Life.